# تاكيشي هينو
تاكيشي هينو (باليابانية: 日野剛志) هو لاعب اتحاد الرغبي ياباني، ولد في 20 يناير 1990 في فوكوكا في اليابان.

## وصلات خارجية
- تاكيشي هينو عل موقع إسبنسكروم (الإنجليزية)
- تاكيشي هينو على موقع ItsRugby.co.uk (الإنجليزية)